# Église Notre-Dame de Runan
Vous lisez un « bon article » labellisé en 2019.
L'église Notre-Dame de Runan est une église catholique construite entre la fin du XIVe siècle et le milieu du XVIe siècle. Elle est située dans la commune de Runan, dans le département français des Côtes-d'Armor en Bretagne.
La construction de l'église bénéficie à la fois de la protection des ducs de Bretagne, de celle des commanderies du Palacret et de la Feuillée des Hospitaliers de Saint-Jean de Jérusalem, ainsi que du mécénat de l'aristocratie locale. Tous ces protecteurs ont laissé leur trace dans la décoration de l'édifice : les ducs de Bretagne ont concédé des privilèges de foire qui ont permis de financer plusieurs campagnes de travaux ; les nobles locaux ont soutenu la construction du clocher-porche et la réalisation de la maîtresse-vitre en 1423, et le commandeur hospitalier Pierre de Keramborgne a financé la réfection du bas-côté sud, avec la chapelle seigneuriale, et du portail méridional sculpté en 1438.  
Les éléments les plus importants sont le front méridional à file de pignons avec son portail sculpté et la maîtresse-vitre dont le tympan porte les armes et la devise du duc Jean V au-dessus de lancettes abritant de saints personnages devant des tentures précieuses. Ces saints surmontent les armoiries des nobles locaux qui ont financé la réalisation de ce vitrail.  
L'église est classée au titre des monuments historiques depuis le 19 décembre 1907.

## Histoire
Runan est mentionné dès 1182 dans une charte du duc de Bretagne Conan IV confirmant diverses donations à l'ordre du Temple. Cependant, rien dans l'acte n'indique l'existence d'un édifice religieux. Une telle construction n'est réellement attestée qu'à partir des années 1380 : le duc de Bretagne Jean IV de Montfort y nomme un chapelain le 13 mars 1381 et y fonde une messe. Son successeur Jean V concède ensuite à la chapelle plusieurs foires annuelles : le jour de la fête de Notre-Dame ; de la Saint-Barnabé ; puis une troisième le samedi précédant le dernier dimanche de juillet, jour du grand pardon de la chapelle. Le duc François Ier, puis le roi Henri III y ajoutent à leur tour d'autres foires.
Le don fait aux Templiers est passé au XIIIe siècle aux mains des Hospitaliers de Saint-Jean de Jérusalem. Il dépend de la commanderie du Palacret, établie sur le territoire actuel de la commune de Saint-Laurent, et de celle de la Feuillée. Malgré l'existence de la chapelle ducale, les Hospitaliers demeurent les seigneurs du lieu ; l'église est également, sur le plan religieux, une dépendance de la paroisse de Plouëc, et ce jusqu'au-delà de la Révolution française : elle n'est érigée en paroisse qu'en 1825.

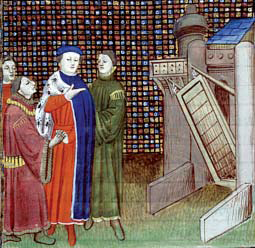
« Le duc de Bretagne Jean IV et ses conseillers », dans les Chroniques de Jean Froissart.

De la chapelle dans laquelle Jean IV fonde une messe en 1381, il est difficile de déterminer la structure architecturale : les campagnes de travaux postérieures bouleversent profondément l'édifice. Il est possible que l'église ait eu au XIVe siècle une forme en tau avec une nef unique terminée par un transept, sur le modèle de la chapelle Saint-Jean de Trévoazan qui dépendait également de la commanderie du Palacret. Le bas-côté nord est ajouté lors de la fondation ducale, qui est aussi l'occasion de restaurer le transept. Le clocher-porche et la maîtresse-vitre sont réalisés autour de 1423, à l'initiative de l'aristocratie locale dont les armoiries sont présentes sur le vitrail, ainsi que du duc Jean V qui vient de concéder une nouvelle foire en 1423. Quant au porche méridional et au bas-côté sud, ils sont achevés en 1438 grâce à l'aide du commandeur de La Feuillée, Pierre de Keramborgne. Ils abritent les fonts baptismaux et la chapelle seigneuriale. Cette campagne de travaux voit aussi la reprise du parement du bras sud du transept, qui est accordé à celui de la nouvelle façade. Dans la seconde moitié du XVe siècle, on construit encore un mur pour fermer le placître, avec un calvaire et une chaire extérieure à l'angle sud-ouest de l'enclos paroissial. S'y ajoutait une halle aujourd'hui disparue, dont subsiste un dessin dans le terrier de la commanderie de la Feuillée en 1731.
Les travaux s'achèvent en 1552 avec la construction d'un ossuaire en appentis appuyé à la façade de l'église, à l'extérieur du collatéral sud. Les travaux postérieurs concernent surtout l'aménagement intérieur : un nouveau maître-autel est installé en 1661 à la place de l'ancien retable gothique ; il est à son tour remplacé par un autre retable qui couvre la maîtresse-vitre en 1728. À cette même date, le jubé cède la place à une chaire à prêcher. Le retable gothique, installé dans un oratoire du cimetière aujourd'hui disparu, est placé dans la chapelle des fonts baptismaux au XIXe siècle. Lors de la Révolution française, les armoiries de la façade sud, du porche et de l'intérieur de l'église sont vandalisées ; le reste du décor sculpté est épargné. Quant au vitrail de la baie d'axe, il est protégé car il est alors caché par une maçonnerie, où il est retrouvé au milieu du XIXe siècle par Geslin de Bourgogne.
Le XIXe siècle est une période de restaurations : une première campagne menée en 1822 conduit au remplacement de la plus grande partie du parement du clocher-porche. On conserve cependant la flèche et le garde-corps anciens. En 1895, des travaux plus lourds sont organisés : on reconstruit le collatéral nord sur le modèle à file de pignons du front méridional ; on ajoute une sacristie néogothique au mur sud du chevet ; on restaure les pignons des chapelles sud et certains de leurs pinacles ; on refait également la charpente de l'édifice avec des sablières richement sculptées dans la nef.
L'église est classée au titre des monuments historiques par arrêté du 19 décembre 1907. Le mur de clôture du cimetière est inscrit au titre des monuments historiques par arrêté du 6 mars 1925. Le calvaire est classé au titre des monuments historiques par arrêté du 4 décembre 1951.

## Description

### Extérieur

#### Le clocher-porche
La silhouette de l'église est marquée par le clocher-porche qui permet l'entrée dans la nef à l'ouest. Il est édifié aux alentours de 1423, en même temps que le chevet, puis lourdement restauré en 1822. Il conserve cependant la structure générale, le garde-corps à quadrilobes et la flèche typiques de l'architecture du Trégor, qu'on retrouve par exemple à l'église Sainte-Catherine de La Roche-Derrien. L'intérieur est couvert d'une voûte d'arêtes, dont les arcs formerets s'appuient sur des culs-de-lampe sculptés. Ce porche donne accès à la nef par deux portes très simples à trois voussures qui se fondent dans les ébrasements, sur un modèle qu'on retrouve également à La Roche-Derrien ou à la chapelle de Kermaria an Iskuit.

#### Le mur et le portail méridionaux

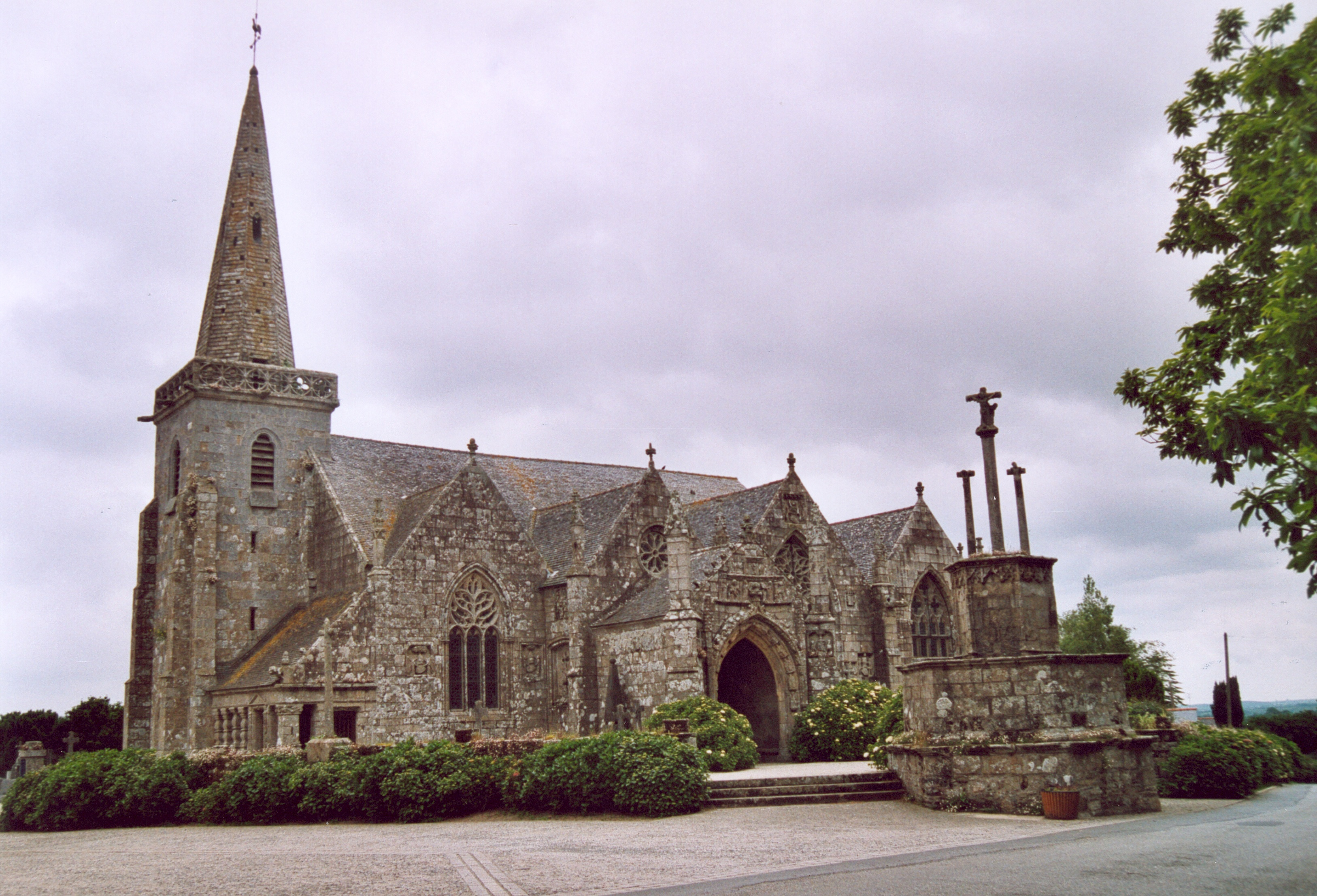
L'église Notre-Dame de Runan vue du sud.

Le côté sud est le plus orné de l'église. Il prend la forme d'une façade à file de pignons assez homogènes couronnés par un épi de faîtage, en grand appareil de granite. Des contreforts sommés chacun par un pinacle séparent les pignons et rythment le mur. Il s'agit d'un des premiers exemples de mur à file de pignons en Bretagne.
Le pignon le plus proche du porche est celui de la chapelle des fonts baptismaux. Une grande baie à remplage flamboyant ouvre le mur. À gauche de cette ouverture sont gravées les armoiries de la famille de Kernechriou, écartelé d'argent et de sable, couronné et au cimier fleuronné et tenu par deux anges ; à droite se trouvent les armes de la famille de Kerbouric, d'argent au sautoir de sable accompagné de quatre roses de gueules.
Ce premier pignon est en retrait par rapport aux suivants, auxquels il est relié par un pan de mur en retour. Une fenêtre surbaissée à quatre quadrilobes l'ouvre. Un écu tenu par deux léopards la surmonte. Le heaume qui timbre l'écu indique qu'il s'agit des armes d'un chevalier ; cependant, elles sont bûchées et on ne peut savoir de qui il s'agit. Les léopards indiquent cependant qu'il ne s'agit pas de Pierre de Keramborgne, commandeur des Hospitaliers, dont l'écu était tenu par deux lions.

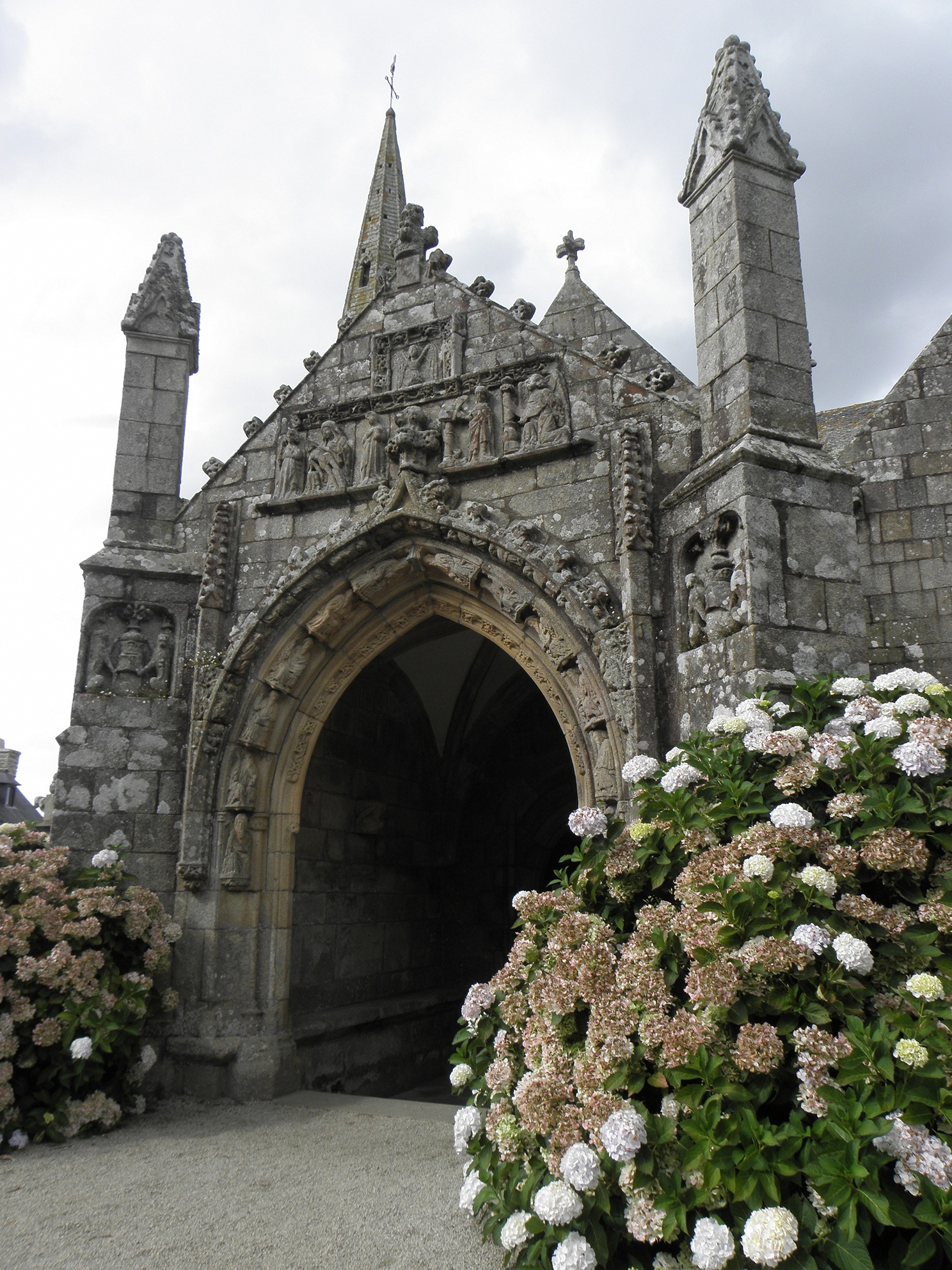
Le porche de l'église de Runan.

La deuxième travée est celle du monumental porche latéral, qui s'avance au-devant du mur et se détache donc de la file de pignons. Au-dessus du porche, le gâble du pignon est ouvert par une rose polylobée. On entre sous le porche par une ouverture en arc brisé, à trois voussures retombant sur de fines colonnettes. La voussure intérieure est couverte par une guirlande végétale ; les douze Apôtres siègent sur la voussure médiane ; un cortège d'anges peuple la troisième. Une archivolte en accolade ornée de choux frisés surmonte l'ensemble et croise les pinacles latéraux. Un bas-relief occupe le gâble du pignon du porche, montrant à droite l'Annonciation, à gauche la Déploration. Au-dessus, un ange habite un encadrement de feuillage. Ce décor rappelle celui de la chapelle Notre-Dame de la Clarté de Perros-Guirec, daté du milieu du XVe siècle. Enfin, les rampants du mur du porche sont ornés de choux frisés, et l'extrémité du faîtage porte les armes ducales. L'intérieur du porche est couvert par une voûte octopartite ; ses huit nervures fines se rejoignent en une rose couronnée d'angelots. L'espace couvert donne accès à une porte en arc brisé, l'entrée de l'église.
Construit à la même période que le précédent, le troisième pignon correspond à la chapelle seigneuriale. Une baie à cinq lancettes surmontées d'une rosace flamboyante en assure l'éclairage. Le remplage actuel est issu d'une restauration en 1855. Le remplage originel était probablement assez similaire à celui de la chapelle des fonts baptismaux. Sur le mur, les armoiries du duc Jean V de Montfort, placées au faîte du pignon, dominent celles de Jean du Perrier, en haut à droite de la baie. Il y avait d'autres écus en partie basse, mais ils ont été mutilés et sont désormais illisibles.
Le quatrième pignon correspond quant à lui au transept. Les soubassements ont été construits au milieu du XIVe siècle, puis, à l'occasion de la campagne de travaux de 1437-1438 qui a vu le réaménagement du bas-côté sud, on a remanié le parement extérieur pour unifier l'aspect général du front sud. Une fenêtre à quatre lancettes surmontées de trois quadrilobes éclaire le bras sud du transept. Elle est construite sur le même modèle que la fenêtre symétrique du bras nord. Toutes deux rappellent les fenêtres du chevet de la cathédrale de Tréguier, construites dans le dernier quart du XIVe siècle.

#### Le mur nord

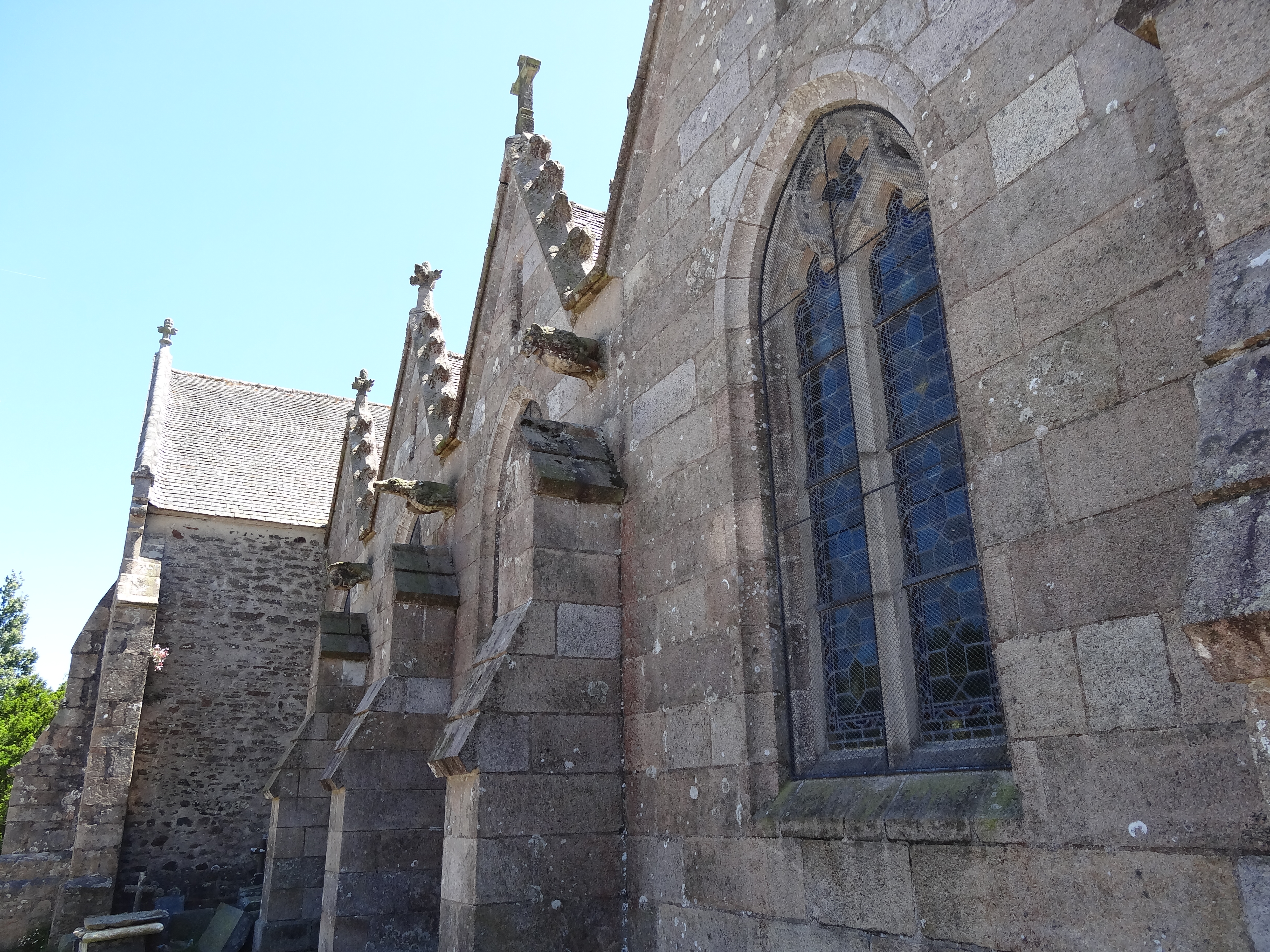
Mur du bas-côté nord de l'église de Runan.

Le côté nord est moins décoré que le front sud. Construit lors de la campagne de travaux du milieu du XIVe siècle, il n'a connu que de très légères modifications au XVe siècle : les crossettes de pignon, les rampants et le fleuron sommital du bras du transept. Ce dernier est soutenu par cinq contreforts, dont un sous la baie dont le remplage est bâti sur le même modèle qu'au bras sud.

#### Le chevet
Le chevet, comme le clocher-porche, a été construit lors de la campagne de travaux de 1423. Il s'agit d'un chevet plat, dont le pignon est soutenu par quatre contreforts. Ce mur est percé d'une grande baie à six lancettes surmontées de multiples ajours, dont le remplage rappelle celui de verrières du Decorated Style anglais du XIVe siècle, par exemple la maîtresse-vitre de l'église de Heckington, datée de 1333 : des courbes et des contre-courbes autour d'une grande mouchette centrale.

#### Le calvaire et la chaire extérieure

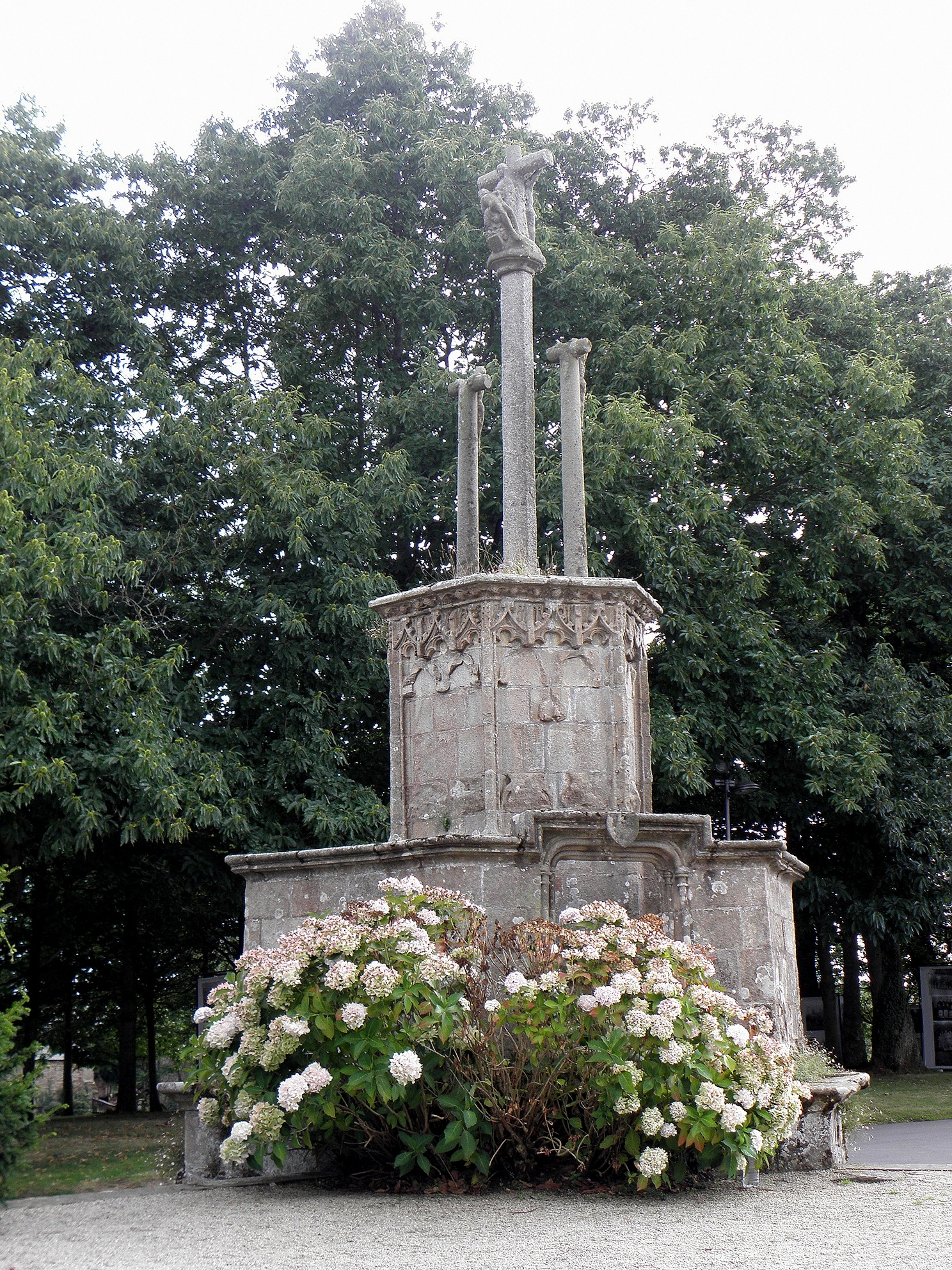
Calvaire de l'église de Runan, vu depuis l'église.

À l'entrée de l'enclos paroissial s'élève la chaire-calvaire, construite en granite. Elle prend la forme d'une cuve hexagonale, dont le parapet est couronné par une corniche moulurée. Le prédicateur y pénétrait du côté nord, face à l'église, par une baie en anse de panier encadrée de chaque côté par des colonnettes. L'écu de la famille de Kernechriou couronne l'arcade. Au centre de cette cuve s'élève le calvaire : une base hexagonale, dont chaque pan est couronné par une série de trois dais gothiques. De la base jaillissent trois colonnes : sur les côtés, les croix latérales des deux larrons, et au centre, plus élevée, la croix du Christ. Au revers du crucifix est sculptée une Vierge de Pitié. 

### Intérieur

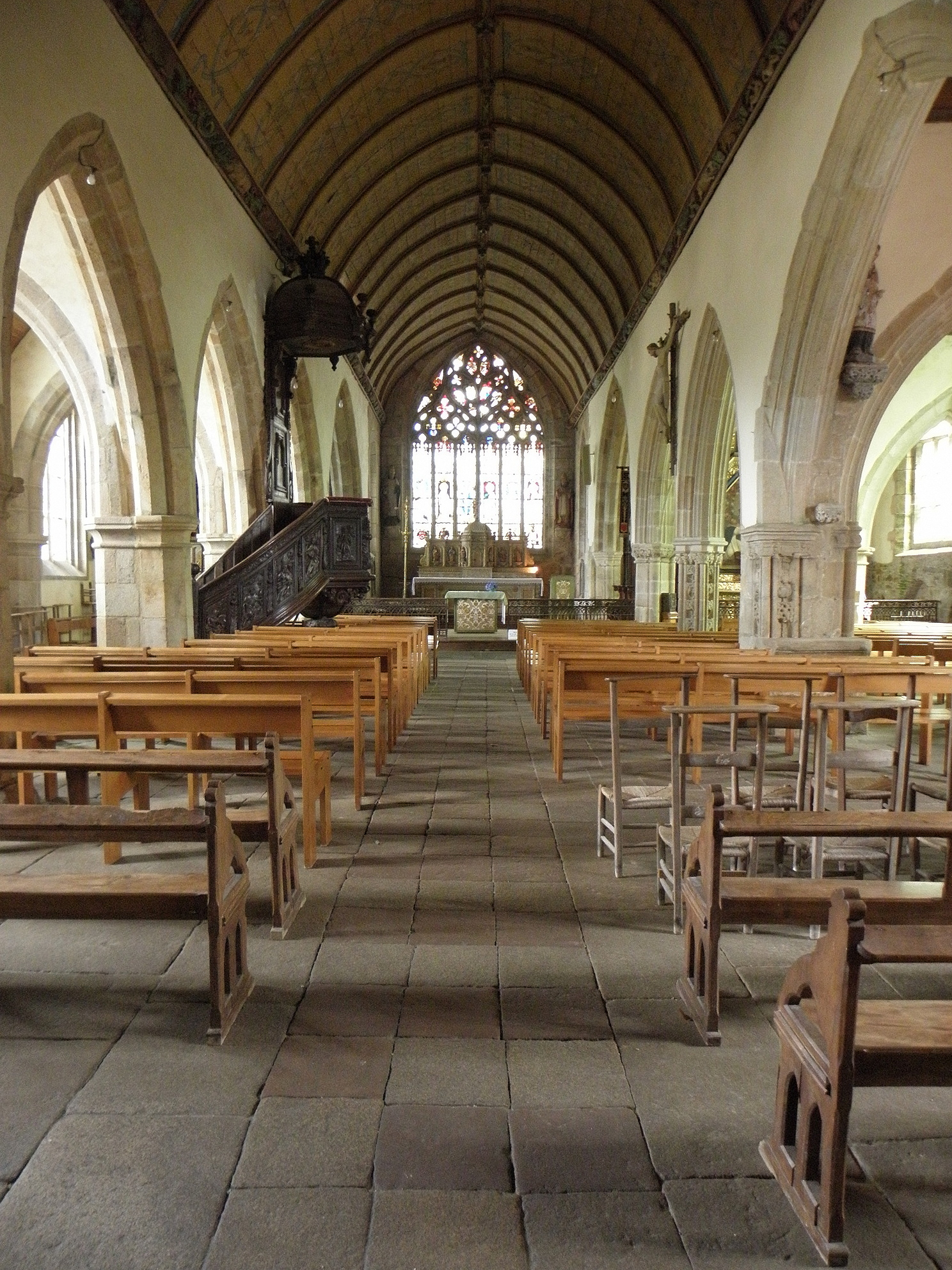
Intérieur de l'église de Runan : le vaisseau central de la nef.

Le plan de l'église de Runan est structuré autour d'une longue nef continue. Son couvrement lambrissé mène le regard, sans interruption, jusqu'au mur oriental du chevet. La maîtresse-vitre l'ouvre presque entièrement et sert de point de fuite. À droite et à gauche, une file de grandes arcades en tiers-point retombant sur des piles octogonales mènent aux collatéraux nord et sud ; elles sont directement surmontées par la charpente lambrissée.
Les arcades à deux rouleaux chanfreinés et les piles menant au collatéral nord remontent au chantier de la fin du XIVe siècle ; le reste de l'intérieur de ce bas-côté a été entièrement reconstruit en 1895, date à laquelle les piles octogonales ont été doublées par une seconde pile côté nord, qui supporte les arcs doubleaux du collatéral. Les parements du bras nord du transept abritent deux enfeus, comme ceux du bras sud.
Plusieurs chapelles occupent le collatéral sud. La plus à l'ouest abrite les fonts baptismaux. Elle est séparée du reste de l'église par des arcs en tiers-point, à quatre rouleaux, qui retombent sur des piles à faisceau à cinq colonnettes. Ces piles, que l'on retrouve dans l'ensemble du bas-côté sud, sont le fruit de la campagne de travaux de 1437-1438.

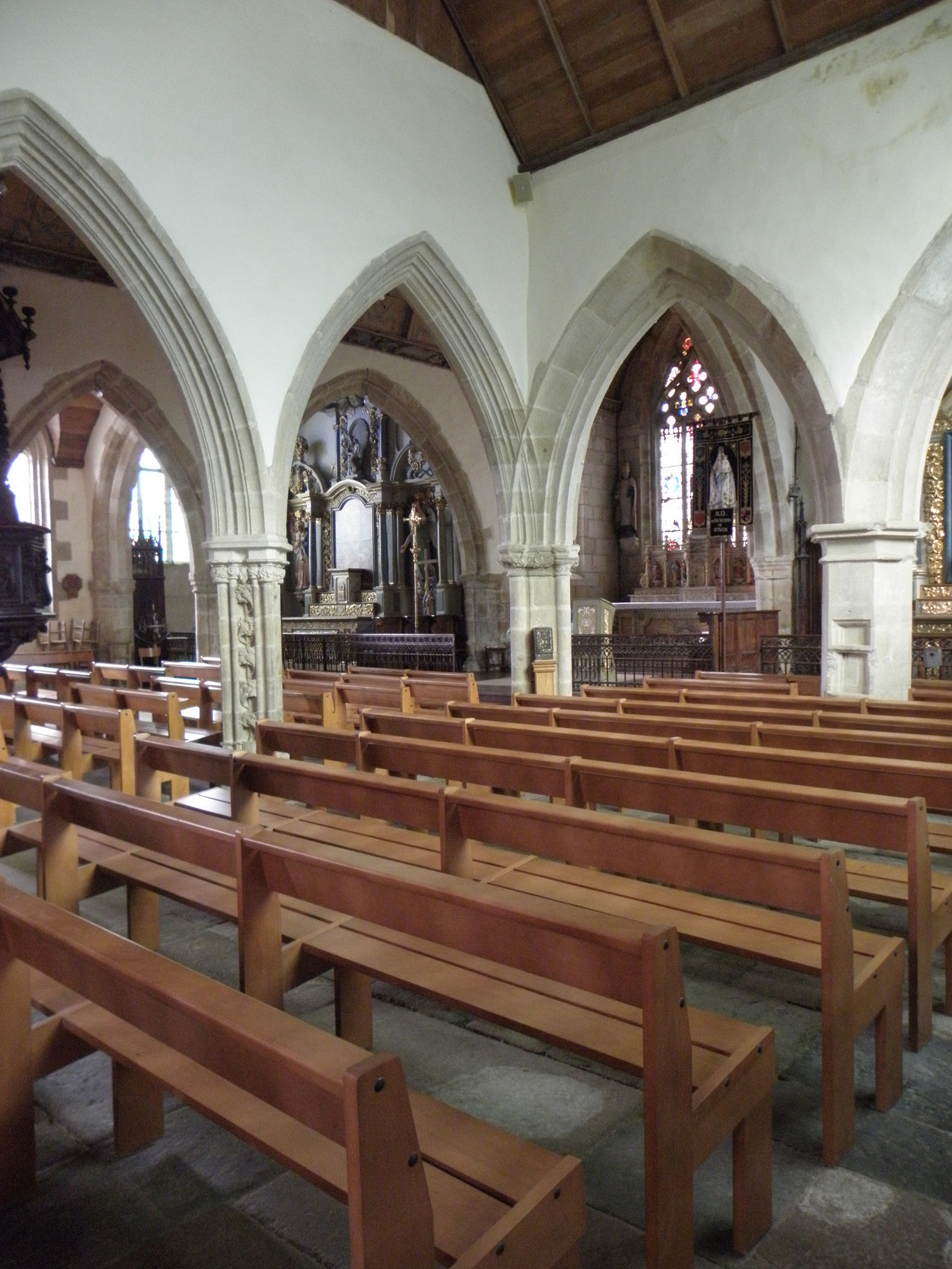
La chapelle seigneuriale.

L'arcade orientale de la chapelle des fonts donne accès à l'entrée méridionale de la nef, qui occupe la deuxième travée. Ensuite se trouve la chapelle seigneuriale, construite dans les années 1437-1438. Elle occupe les troisième et quatrième travées et est séparée du reste du collatéral par deux rangées d'arcades en équerre à multiples voussures, qui retombent aux angles de la chapelle sur des piles à faisceaux de colonnettes, et sur les côtés sur des piles losangées. Trois colonnettes engagées soulignent les angles de ces dernières, encadrant des rinceaux qui s'épanouissent sur leurs côtés et portent des monstres ou des animaux à leur sommet. Au sommet de la pile, juste sous l'arcade, des chapiteaux au décor de sarments stylisés portent des tailloirs chanfreinés. Les écus sculptés sur les voussoirs centraux des deux arcades qui séparent la chapelle de l'entrée de l'église dans la deuxième travée montrent qu'il s'agit d'une chapelle seigneuriale, dont l'usage était réservé aux dignitaires locaux.
À son extrémité orientale, cette chapelle donne sur le bras sud du transept par deux arcades à double rouleau, construites en même temps que le reste de la chapelle seigneuriale. Elles retombent sur un pilier à trois colonnettes engagées que couronne un chapiteau à décor de feuillage. L'ensemble de la colonnette et du chapiteau rappelle celui du bas-côté nord, dans une variante plus aérée et avec un chanfrein plus prononcé : il s'agit sans doute d'une copie tardive, probablement au cours du chantier de 1437-1438 comme l'indiquent les cinq assises de la pile qui la rendent conforme au modèle de l'ensemble de la chapelle seigneuriale. Deux enfeus sont creusés dans les murs du bras sud du transept : les écus gravés sur les tombeaux indiquent qu'il s'agit de ceux d'Olivier de Quelen et de Marguerite de Bouteville. En outre, près du chœur, une dalle funéraire porte les armoiries des Launay-Monteville, une branche cadette de la famille de Quelen qui était titulaire d'une chapellenie à Runan.

#### La charpente

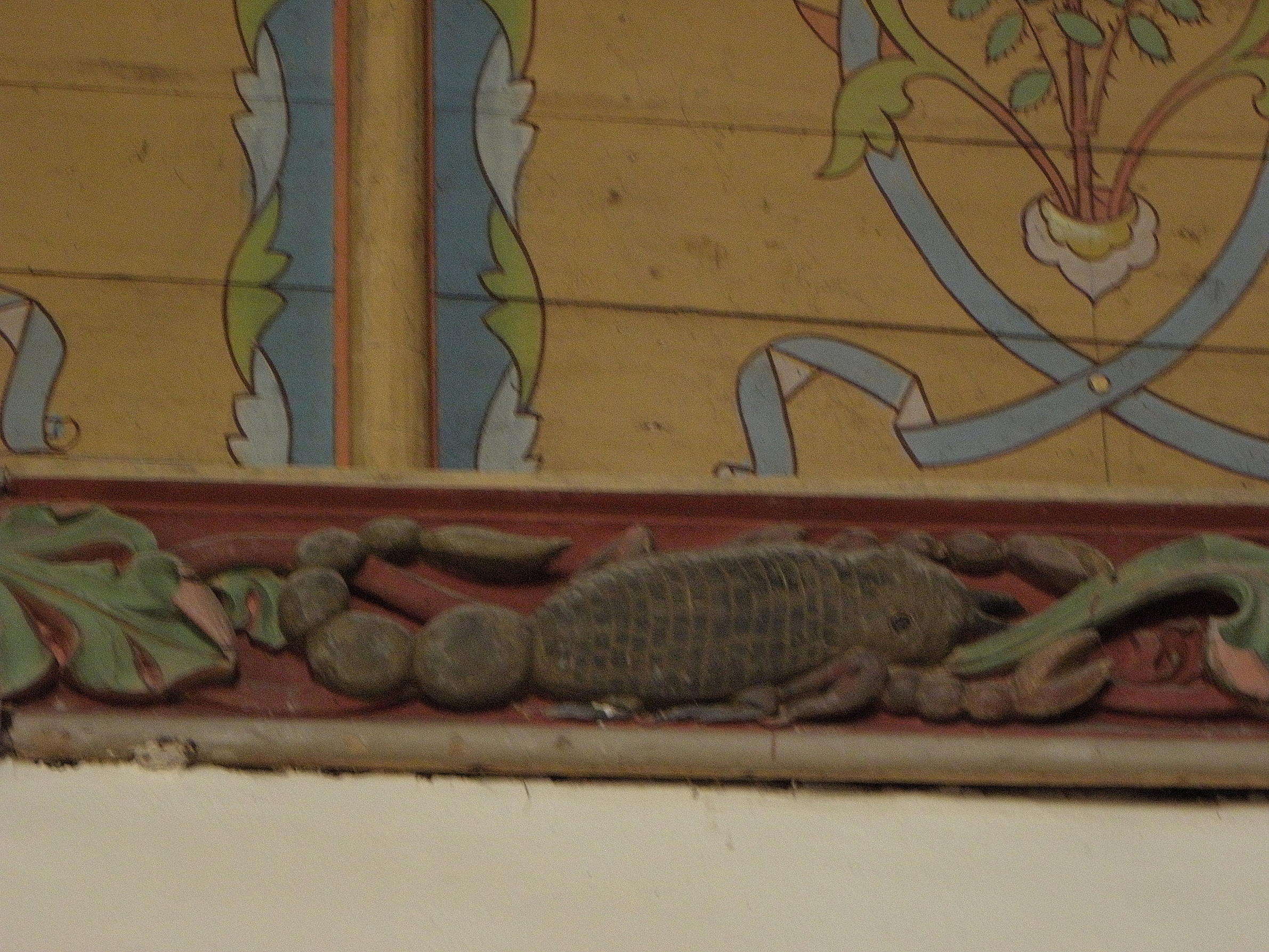
Sablière de la voûte lambrissée de la nef : le Scorpion.

L'ensemble de l'église est couvert par une voûte lambrissée. Dans le vaisseau central, les sablières qui portent le lambris sont sculptées et représentent, côté nord, les signes du Zodiaque, côté sud, des animaux symbolisant les vices, tirés d'un bestiaire. Cette voûte de bois, ainsi que celles qui la contrebutent dans le bas-côté sud, date de la restauration du XIXe siècle .

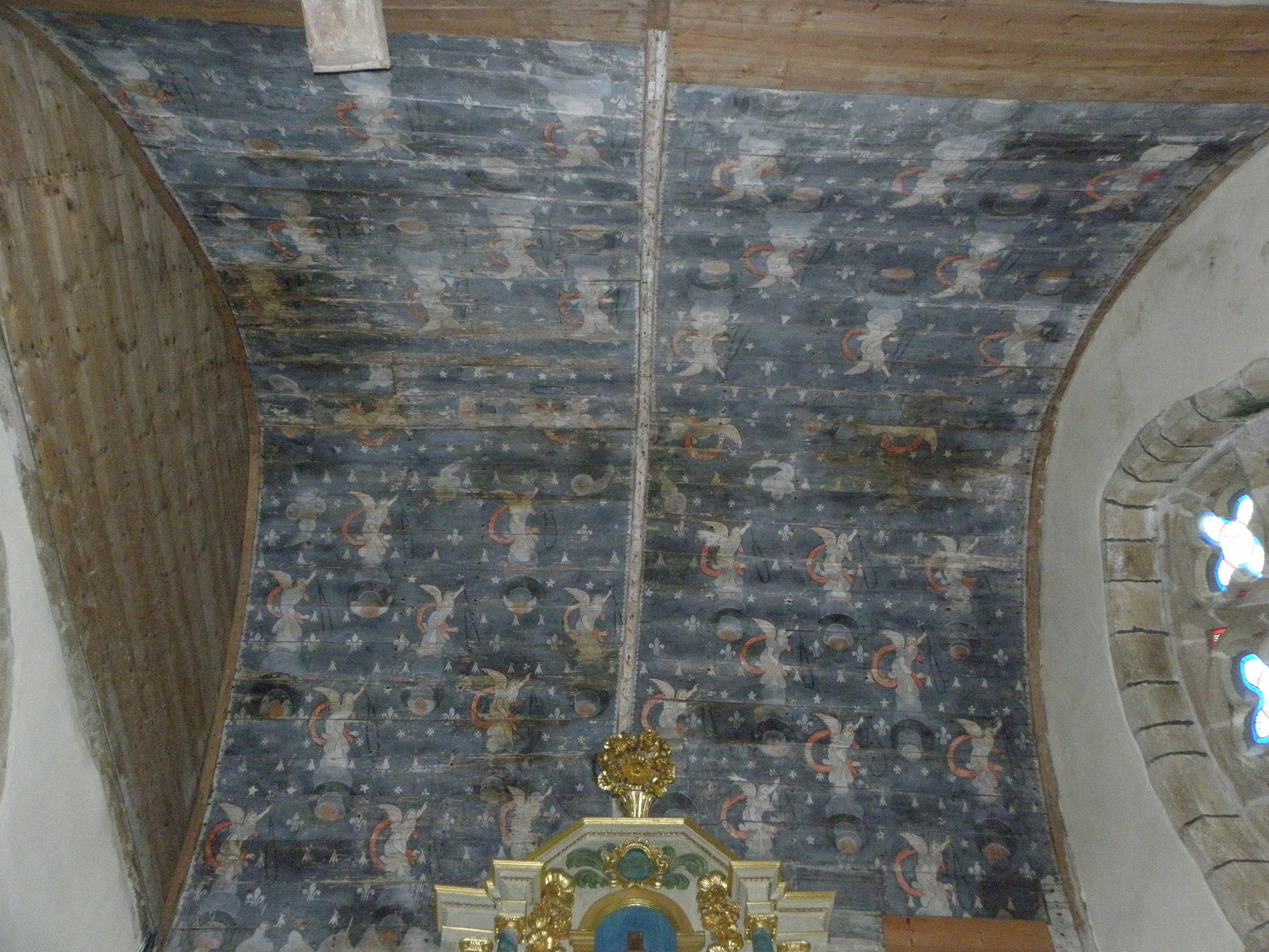
La voûte lambrissée de la chapelle du Rosaire.

Seuls les lambris des chapelles du transept sont anciens. Ils ont été construits au début du XVIIIe siècle. Celui du bras sud du transept est peint d'un fond d'azur où volent des angelots portant des chapelets, en conformité avec la chapelle dédiée à Notre-Dame du Rosaire ; dans le bras nord du transept, des étoiles, des croix et des têtes de morts sur fond blanc rappellent le vocable pris par cette chapelle en 1705 : Notre-Dame de l'Agonie.

### Mobilier

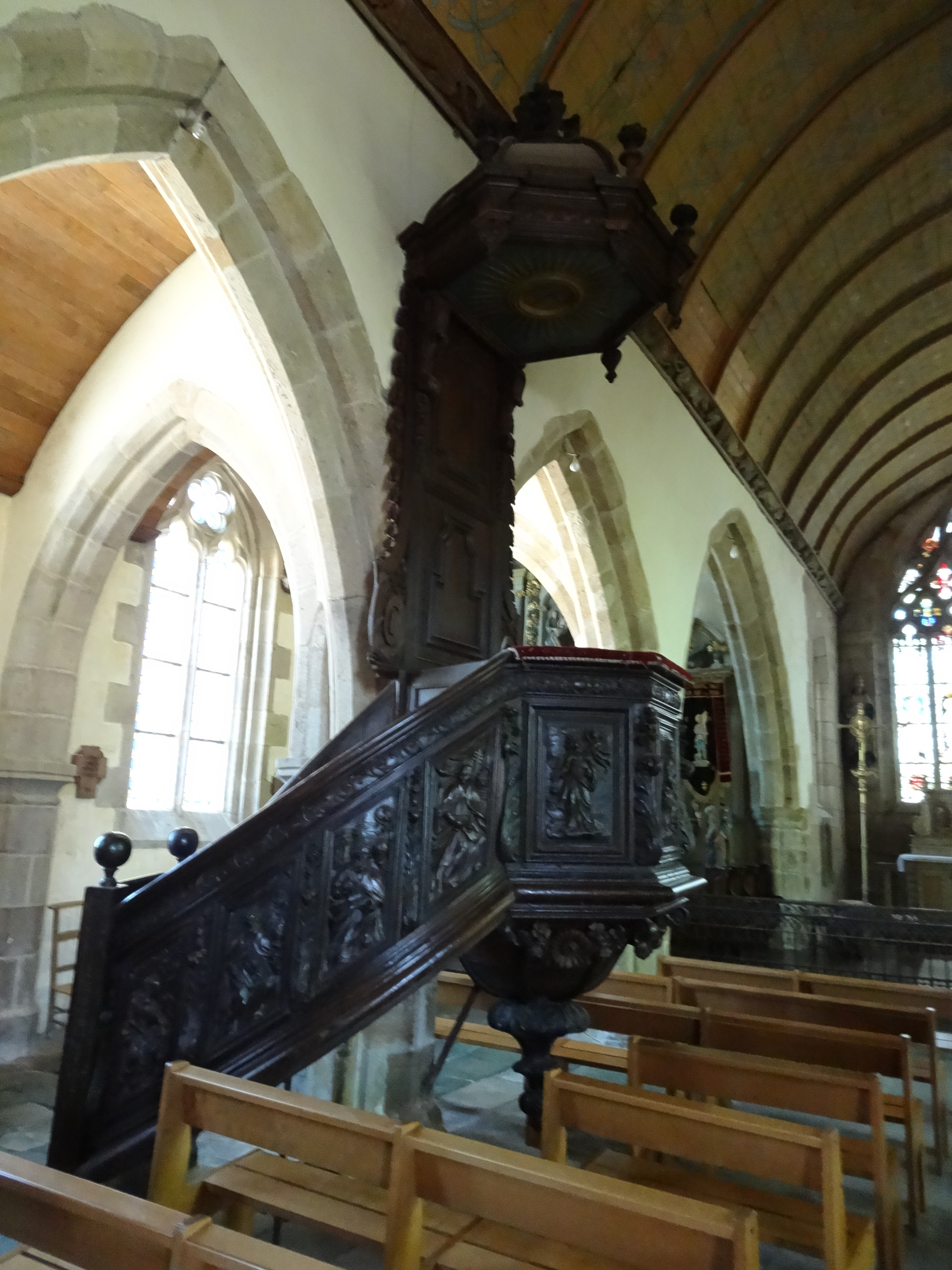
Chaire à prêcher de Runan

L'église de Runan abrite une quinzaine d'objets protégés au titre des monuments historiques. Sauf mention contraire, ils font l'objet d'une inscription aux monuments historiques depuis le 24 janvier 1980 :
- une statue de la Vierge à l'Enfant en bois polychrome, sculptée au XVIIe  ou  XVIIIe siècle[23] ;
- un fragment de calvaire taillé dans le granite au XVe siècle[24] ;
- une statue de saint Loup en bois polychrome, sculptée au XVe  ou au  XVIe siècle[25] ;
- une statue de saint Joseph en bois polychrome, sculptée au XVIIe  ou  XVIIIe siècle[26] ;
- une statue de saint Yves en bois polychrome, sculptée à la fin du XVIe  ou début du  XVIIe siècle[27] ;
- une statue de sainte Anne en bois polychrome, sculptée au XVIIIe siècle[28] ;
- une statue de saint Joachim en bois polychrome, sculptée au XVIIIe siècle[29] ;
- une statue du Christ représenté en Sauveur du Monde, en bois polychrome, sculptée au XVIIIe  ou  XIXe siècle[30] ;
- une statue de la Vierge en bois polychrome, sculptée au XVIIIe siècle (restaurée en 1998 par Gilbert Le Goel)[31] ;
- une statue d'un ange en bois polychrome, sculptée au XVIIIe siècle (restaurée en 1998 par Gilbert Le Goel)[32] ;
- une statue d'un saint pape non identifié, sculptée au XVIIe siècle et dont les mains ont disparu[33] ;
- une statue de saint Pierre en bois polychrome, sculptée au XVIe siècle[34] ;
- un ensemble en bois sculpté polychrome comprenant une Vierge à l'Enfant du XVe siècle et deux anges du XVIIIe siècle, avec un panneau qui sert également de socle à la Vierge, inscrit aux monuments historiques le 11 octobre 1976[35] ;
- une cloche en bronze, issue de l'atelier du fondeur morlaisien Jean-François Guillaume, portant une inscription dédicace mentionnant la date de 1789 et le commandeur hospitalier du Palacret, inscrite aux monuments historiques le 22 mars 1974[36] ;
- une chaire à prêcher en bois, sculptée par Nicolas Le Liffer, sculpteur à Paimpol, en 1727 et classée monument historique depuis le 14 novembre 2003[37].

Le gisant d'un couple occupe l'angle sud-ouest de la nef : un homme en armure de plates complètes, et une femme vêtue d'une longue robe à la mode du XVe siècle, à la taille très haute et au drapé lourd. D'abord identifiés comme le duc Jean V et sa femme Jeanne de France par Benjamin Jolivet, ces deux personnages sont désormais considérés comme Henri du Parc, seigneur de la Roche-Jagu et protecteur de la foire de Runan, mort en 1423, et son épouse Catherine de Kersaliou, morte en 1433.

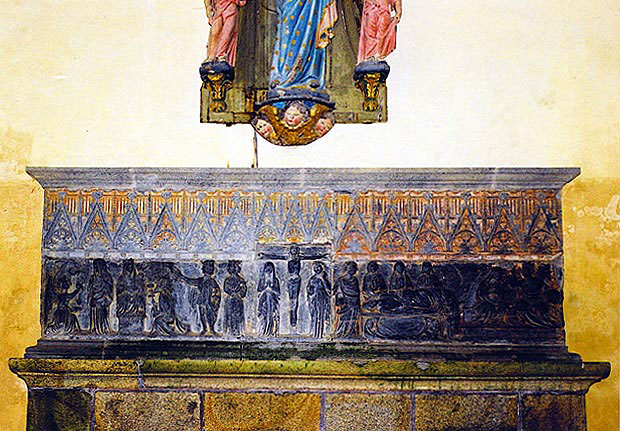
Retable de la Vierge.

Dans la chapelle des fonts baptismaux se trouve l'ancien retable gothique, consacré à la Vierge Marie. La tradition considérait qu'il s'agissait d'une importation d'un retable flamand en pierre bleue de Tournai, mais une étude de la pierre a montré qu'il a été sculpté en Bretagne, dans une pierre de lamprophyre métamorphisé. Le retable mesure 3,20 m de large pour 1 m de haut et 30 cm d'épaisseur. Il abrite, sous une frise de dais d'architecture gothique très travaillée, les scènes de l'Annonciation, de l'Adoration des mages, de la Crucifixion, de la Mise au tombeau et du Couronnement de la Vierge. La facture est raffinée : les cheveux et les drapés sont finement sculptés, les yeux sont taillés précisément, et de nombreux détails sont présents : ongles, fermoirs et pages de livres, gants, plis des chausses… Le retable présente des similitudes iconographiques avec celui de l'église de Pléguien, notamment la scène du Couronnement de la Vierge, mais la facture de ce dernier est plus fruste. Ce retable était initialement placé au maître-autel, sous la maîtresse-vitre. En 1561, il est remplacé par un nouveau et exilé dans la chapelle du cimetière, aujourd'hui détruite. Il est, à une date inconnue, recouvert d'un enduit argileux : peut-être s'agissait-il de le préserver du vandalisme révolutionnaire. Redécouvert en 1854, il est alors installé à son emplacement actuel, mais n'a jamais été nettoyé entièrement et conserve des traces de l'enduit, qui lui donnent une teinte un peu bleutée, d'où la méprise sur la nature de la pierre.

## Vitraux

### La maîtresse-vitre

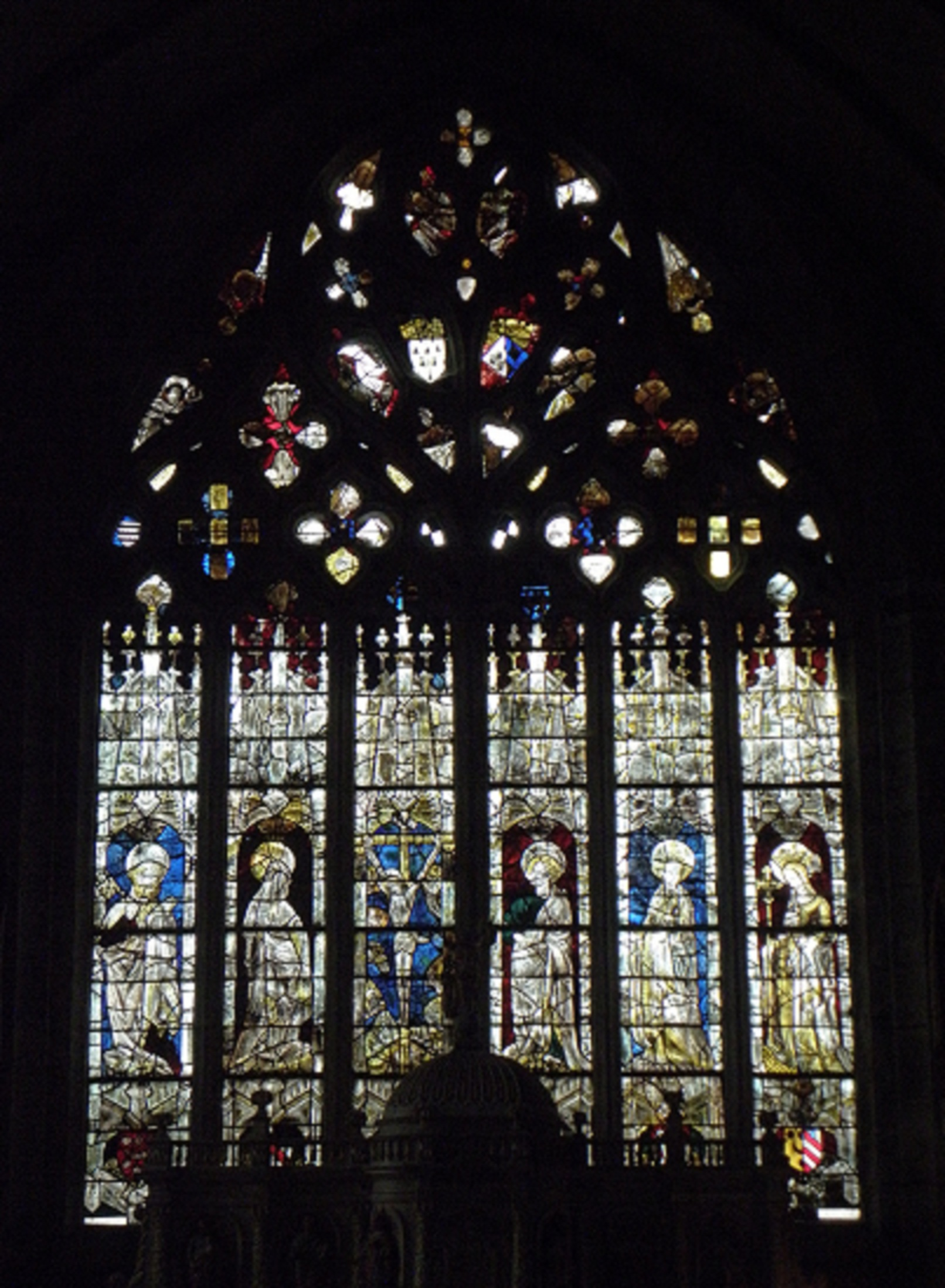
Maîtresse-vitre de l'église de Runan.

La verrière est composée de six lancettes trilobées, surmontées d'un tympan à 34 ajours. Elle a été réalisée lors de la campagne de travaux de 1423, et ce sont les armoiries des donateurs qui figurent dans la verrière : celles de Jean du Perrier et Constance Gaudin, mariés en 1423, et celles de Catherine de Kersaliou et son époux Henry du Parc de la Rochejagu, mort la même année, qui permettent de la dater. Enduite de mortier vers 1728 pour l'installation d'un nouveau retable, elle est découverte au milieu du XIXe siècle par Jules Geslin de Bourgogne, puis restaurée par l'atelier Hucher en 1886. Raphaël Lardeur la dépose en 1942 pour la mettre à l'abri des bombardements, et le vitrail reste jusqu'en 1949 au château de Dinan. Il est ensuite remonté en 1949 par l'atelier Labouret.
Une grande niche d'architecture en grisaille et jaune d'argent occupe chaque lancette. Des armoiries ornent les socles et deux des têtes de lancettes ; les quatre autres abritent des fleurs de lys. Les armes représentées sont, pour les têtes de lancettes, celles de Catherine de Kersaliou et de son mari Henri du Parc de la Rochejagu, et pour les socles, celles des Le Goalès (Le Gualès), d'Alain de Kernechriou, de Jean le Caourcin de Kérambellec, des Le Saint, des Lezversault et de Kergrist et Plusquellec. Le fond des niches est richement damassé, alternativement bleu et rouge. Les lancettes représentent de gauche à droite saint Pierre, le Calvaire, sainte Catherine d'Alexandrie et sainte Marguerite d'Antioche ou sainte Hélène.
| Lancette 1                                                | Lancette 2                                             | Lancette 3                                             | Lancette 4                                              | Lancette 5                                                    | Lancette 6                                                                                        |
| --------------------------------------------------------- | ------------------------------------------------------ | ------------------------------------------------------ | ------------------------------------------------------- | ------------------------------------------------------------- | ------------------------------------------------------------------------------------------------- |
| Fleur de lis.                                             | Fleur de lis.                                          | Écu de Catherine de Kersaliou.                         | Écu de Henri du Parc de La Rochejagu, son époux.        | Fleur de lis.                                                 | Fleur de lis.                                                                                     |
| Photo d'une lancette de vitrail représentant saint Pierre | Photo d'une lancette de vitrail représentant la Vierge | Photo d'un vitrail représentant le Christ sur la Croix | Photo d'une lancette de vitrail représentant saint Jean | Photo d'un vitrail représentant sainte Catherine d'Alexandrie | Photographie d'une lancette de vitrail représentant sainte Marguerite d'Antioche ou sainte Hélène |
| Photo d'une base de lancette de vitrail avec un écu       | Écu d'Alain de Kernechriou.                            | Écu de Jean Le Caourcin de Kérambellec.                | Écu des Le Saint.                                       | Écu des Lezversault.                                          | Photo d'une lancette de vitrail avec des armoiries                                                |

Le tympan est occupé, de haut en bas, par un ange portant les armoiries de Bretagne, puis des anges thuriféraires et musiciens, des motifs ornementaux, ainsi que de nouveau les armoiries de Bretagne et un écu mi-parti de Bretagne et de France appartenant sans doute à Jeanne de France, et enfin des motifs floraux accompagnant les armoiries de Rostrenen, de Jean du Perrier et de sa femme Constance Gaudin.

### Les autres vitraux
Les autres verrières de l'église sont occupées par des grisailles décoratives anonymes.